# Yakuba

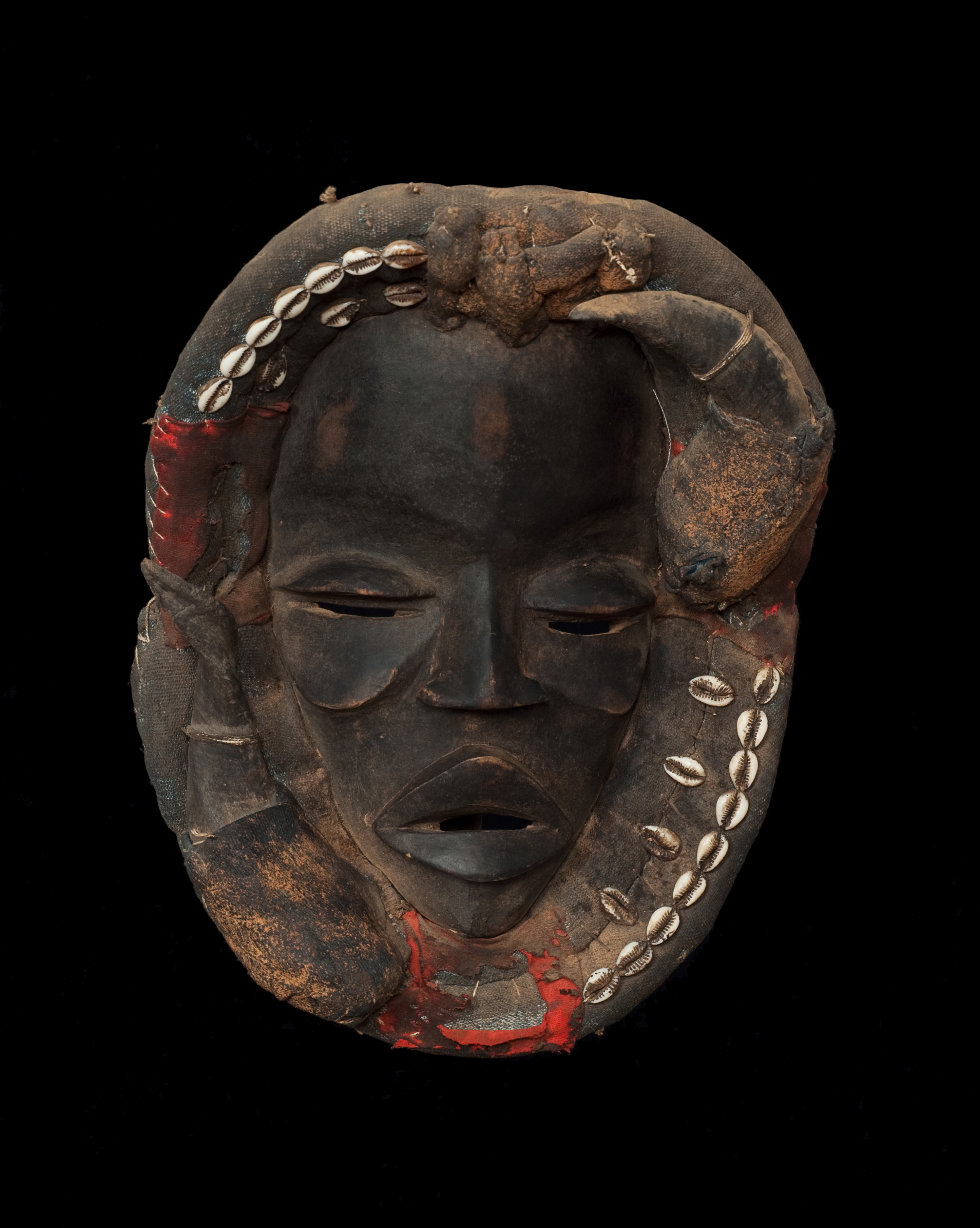
Traditionelle Maske der Dan

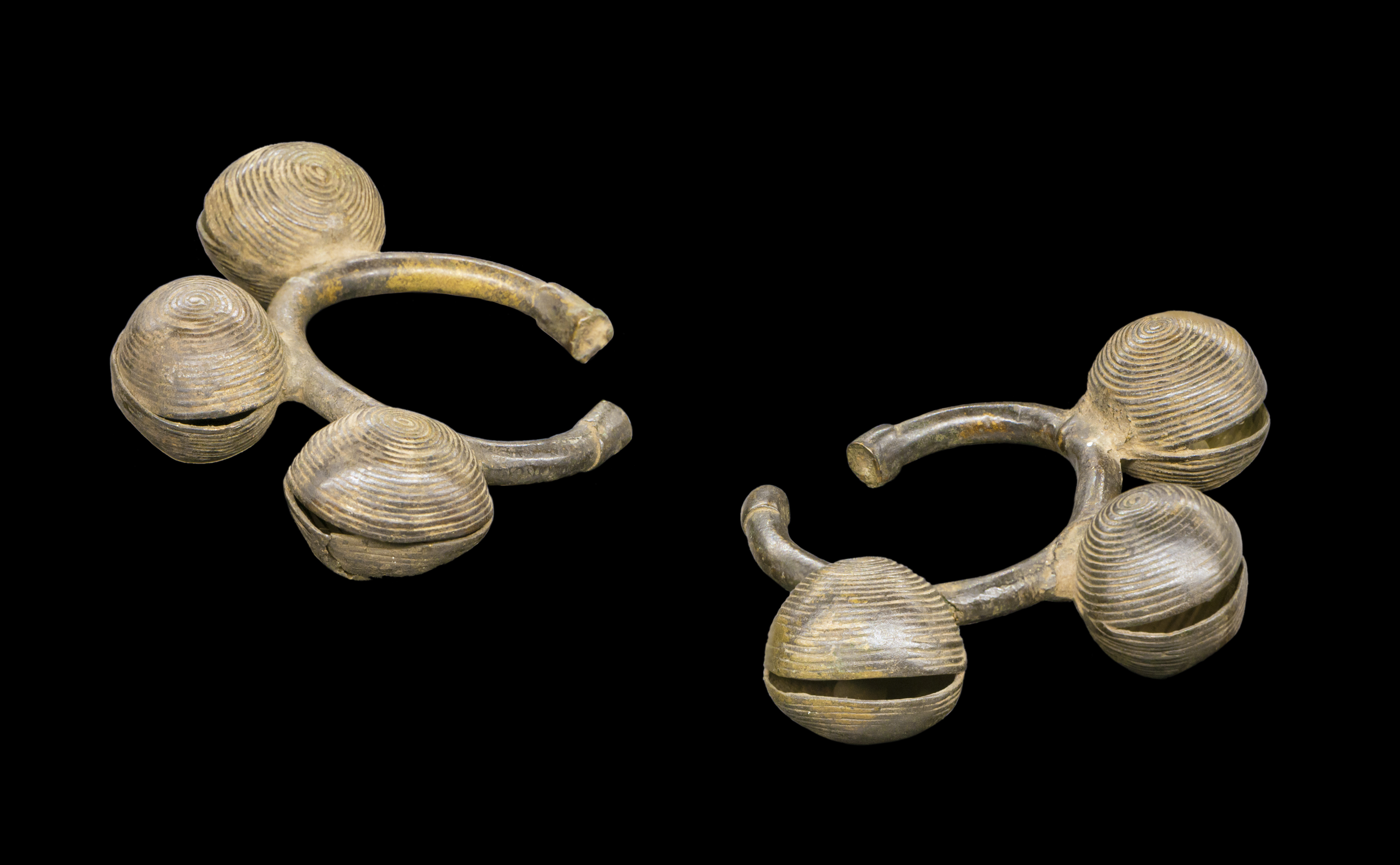
Fußkettchen

Die Yakuba, auch Dan oder Gio, sind eine westafrikanische Ethnie, die in der Elfenbeinküste und in Liberia lebt.
In der westlichen Elfenbeinküste leben 800.000 Yakuba-Dan, wo sie 5,9 Prozent der Bevölkerung stellen. Ihr Siedlungszentrum ist die Umgebung der Stadt Man. In Liberia leben 250.000 Gio-Dan. Insgesamt gibt es über eine Million Yakuba und Gio in Westafrika. Die verschiedenen Gruppen verbindet die gemeinsame Sprache Dan; sie zählen zu den Mandevölkern.

## Geschichte
Die Yakuba-Dan stammen aus dem heutigen Mali und aus Guinea. Um 1300 siedelten sie in den nordwestlichen Savannen der Elfenbeinküste, seit dem 16. Jahrhundert auch in den südlichen Hochlandwäldern. Die Volksgruppe unterteilt sich seither in zwei Stämme: 
- die Danmenu im Nordwesten
- die Butjulömenu im Südwesten.

Seit etwa 1900 sind die Yakuba befriedet. Viele Yakuba wurden als Sklaven in die USA verschleppt. Ihre Nachfahren leben vor allem in Texas und im Nordosten der USA.

## Gesellschaft und Kultur
Die Yakuba-Dan waren ursprünglich ein kriegerisches Bauernvolk, das auch Tiere züchtete (→ Agropastoralismus). Sie lebten patrilinear und polygam. Die Gesellschaft wurde bis ins 20. Jahrhundert hinein von geheimen Männerbünden kontrolliert; es gab auch Ansätze zur Bildung politischer Strukturen. Heute leben die Yakuba-Dan vor allem von der Plantagenwirtschaft. Nach den laufenden Erhebungen des evangelikal-fundamentalistisch ausgerichteten Bekehrungsnetzwerkes Joshua Project bekennen sich heute noch 73 % der Dan zu ihrer traditionellen Religion. 25 % sind zum Christentum übergetreten und 2 % zum Islam.
Bekannt sind die traditionellen Masken der Yakuba aus dünnem Holz, die ein idealisiertes menschliches Gesicht zeigen und im Schlammbad geschwärzt werden. Die Yakuba kennen eine große Zahl von Maskengestalten, die Buschgeister repräsentieren und unterschiedliche soziale, politische und religiöse Aufgaben erfüllen.